# 2. ŽNL Vukovarsko-srijemska NS Vukovar 2008./09.

## Tablica
| Mj. | Klub                  | Sus. | Pobj. | Ner. | Por. | GR.   | Bod.       |
| --- | --------------------- | ---- | ----- | ---- | ---- | ----- | ---------- |
| 1.  | HNK Vupik Vukovar     | 22   | 15    | 4    | 3    | 66:17 | 49         |
| 2.  | NK Lovas              | 22   | 13    | 3    | 6    | 70:51 | 42         |
| 3.  | NK Šarengrad          | 22   | 13    | 2    | 7    | 50:38 | 41         |
| 4.  | NK Sinđelić Trpinja   | 22   | 12    | 3    | 7    | 56:37 | 39         |
| 5.  | NK Sloga Borovo       | 22   | 9     | 3    | 10   | 51:43 | 30         |
| 6.  | HNK Radnički Vukovar  | 22   | 9     | 3    | 10   | 40:47 | 30         |
| 7.  | NK Sremac Ilača       | 22   | 9     | 2    | 11   | 35:35 | 28 (-1) ↓1 |
| 8.  | ŠNK Dunav Sotin       | 22   | 7     | 6    | 9    | 40:46 | 27         |
| 9.  | NK Hajduk Bapska      | 22   | 7     | 5    | 10   | 32:45 | 26         |
| 10. | NK Borac Bobota       | 22   | 7     | 5    | 10   | 33:44 | 26         |
| 11. | NK Croatia Bogdanovci | 22   | 6     | 4    | 12   | 29:49 | 22         |
| 12. | NK Bršadin            | 22   | 4     | 2    | 16   | 24:74 | 14         |

## Rezultati
| NK Hajduk Bapska - NK Borac Bobota 0:0 NK Bršadin - HNK Radnički Vukovar 1:2 ŠNK Dunav Sotin - NK Lovas 2:2 NK Croatia Bogdanovci - HNK Vupik Vukovar 1:2 NK Sremac Ilača - NK Sloga Borovo 4:1 NK Sinđelić Trpinja - NK Šarengrad 3:2    | HNK Radnički Vukovar - ŠNK Dunav Sotin 3:0 ↓2 NK Borac Bobota - NK Šarengrad 2:2 NK Sloga Borovo - NK Sinđelić Trpinja 5:1 HNK Vupik Vukovar - NK Sremac Ilača 3:0 NK Croatia Bogdanovci - NK Lovas 4:3 NK Hajduk Bapska - NK Bršadin 1:0  | NK Bršadin - NK Borac Bobota 3:2 ŠNK Dunav Sotin - NK Hajduk Bapska 5:1 NK Croatia Bogdanovci - HNK Radnički Vukovar 1:3 NK Sremac Ilača - NK Lovas 2:3 NK Sinđelić Trpinja - HNK Vupik Vukovar 1:1 NK Šarengrad - NK Sloga Borovo 2:0     |
| HNK Radnički Vukovar - NK Sremac Ilača 2:1 ↓3 NK Borac Bobota - NK Sloga Borovo 3:2 HNK Vupik Vukovar - NK Šarengrad 1:0 NK Lovas - NK Sinđelić Trpinja 3:2 NK Hajduk Bapska - NK Croatia Bogdanovci 1:2 NK Bršadin - ŠNK Dunav Sotin 1:0 | ŠNK Dunav Sotin - NK Borac Bobota 3:2 NK Croatia Bogdanovci - NK Bršadin 1:1 NK Sremac Ilača - NK Hajduk Bapska 0:3 NK Sinđelić Trpinja - HNK Radnički Vukovar 4:1 NK Lovas - NK Šarengrad 7:1 NK Sloga Borovo - HNK Vupik Vukovar 0:1     | HNK Radnički Vukovar - NK Šarengrad 2:1 ↓4 NK Borac Bobota - HNK Vupik Vukovar 1:0 NK Lovas - NK Sloga Borovo 6:3 NK Hajduk Bapska - NK Sinđelić Trpinja 0:1 NK Bršadin - NK Sremac Ilača 1:0 ŠNK Dunav Sotin - NK Croatia Bogdanovci 2:0  |
| NK Croatia Bogdanovci - NK Borac Bobota 3:0 NK Sremac Ilača - ŠNK Dunav Sotin 0:0 NK Sinđelić Trpinja - NK Bršadin 2:1 NK Šarengrad - NK Hajduk Bapska 3:2 NK Sloga Borovo - HNK Radnički Vukovar 4:3 HNK Vupik Vukovar - NK Lovas 2:3    | HNK Radnički Vukovar - HNK Vupik Vukovar 1:1 ↓5 NK Borac Bobota - NK Lovas 1:2 NK Hajduk Bapska - NK Sloga Borovo 2:1 NK Bršadin - NK Šarengrad 2:1 ŠNK Dunav Sotin - NK Sinđelić Trpinja 6:1 NK Croatia Bogdanovci - NK Sremac Ilača 2:1  | NK Sremac Ilača - NK Borac Bobota 4:0 NK Sinđelić Trpinja - NK Croatia Bogdanovci 4:1 NK Šarengrad - ŠNK Dunav Sotin 1:1 NK Sloga Borovo - NK Bršadin 2:2 HNK Vupik Vukovar - NK Hajduk Bapska 8:0 NK Lovas - HNK Radnički Vukovar 4:4     |
| NK Borac Bobota - HNK Radnički Vukovar 1:0 NK Hajduk Bapska - NK Lovas 1:2 NK Bršadin - HNK Vupik Vukovar 1:2 ŠNK Dunav Sotin - NK Sloga Borovo 4:1 NK Croatia Bogdanovci - NK Šarengrad 2:3 NK Sremac Ilača - NK Sinđelić Trpinja 1:2    | HNK Radnički Vukovar - NK Hajduk Bapska 1:1 ↓6 NK Sinđelić Trpinja - NK Borac Bobota 1:1 NK Šarengrad - NK Sremac Ilača 7:3 NK Sloga Borovo - NK Croatia Bogdanovci 2:2 HNK Vupik Vukovar - ŠNK Dunav Sotin 4:2 NK Lovas - NK Bršadin 9:0  | NK Borac Bobota - NK Hajduk Bapska 0:3 HNK Radnički Vukovar - NK Bršadin 4:1 NK Lovas - ŠNK Dunav Sotin 5:1 HNK Vupik Vukovar - NK Croatia Bogdanovci 6:0 NK Sloga Borovo - NK Sremac Ilača 3:0 ↓7 NK Šarengrad - NK Sinđelić Trpinja 2:0  |
| NK Šarengrad - NK Borac Bobota 2:0 NK Sinđelić Trpinja - NK Sloga Borovo 2:3 NK Sremac Ilača - HNK Vupik Vukovar 0:0 NK Lovas - NK Croatia Bogdanovci 1:0 ŠNK Dunav Sotin - HNK Radnički Vukovar 2:1 NK Bršadin - NK Hajduk Bapska 1:2    | HNK Radnički Vukovar - NK Croatia Bogdanovci 2:0 ↓8 NK Borac Bobota - NK Bršadin 8:2 NK Hajduk Bapska - ŠNK Dunav Sotin 1:1 NK Lovas - NK Sremac Ilača 1:2 HNK Vupik Vukovar - NK Sinđelić Trpinja 1:0 NK Sloga Borovo - NK Šarengrad 0:1  | NK Sloga Borovo - NK Borac Bobota 3:0 NK Šarengrad - HNK Vupik Vukovar 3:2 NK Sinđelić Trpinja - NK Lovas 3:0 NK Sremac Ilača - HNK Radnički Vukovar 3:0 NK Croatia Bogdanovci - NK Hajduk Bapska 1:1 ŠNK Dunav Sotin - NK Bršadin 4:1     |
| HNK Radnički Vukovar - NK Sinđelić Trpinja 2:1 NK Borac Bobota - ŠNK Dunav Sotin 2:1 NK Bršadin - NK Croatia Bogdanovci 2:3 NK Hajduk Bapska - NK Sremac Ilača 0:1 NK Šarengrad - NK Lovas 3:1 HNK Vupik Vukovar - NK Sloga Borovo 3:2    | HNK Vupik Vukovar - NK Borac Bobota 4:0 NK Sloga Borovo - NK Lovas 2:3 NK Šarengrad - HNK Radnički Vukovar 5:2 NK Sinđelić Trpinja - NK Hajduk Bapska 4:2 NK Sremac Ilača - NK Bršadin 2:1 NK Croatia Bogdanovci - ŠNK Dunav Sotin 2:1     | HNK Radnički Vukovar - NK Sloga Borovo 0:1 ↓9 NK Borac Bobota - NK Croatia Bogdanovci 2:2 ŠNK Dunav Sotin - NK Sremac Ilača 1:4 NK Bršadin - NK Sinđelić Trpinja 1:6 NK Hajduk Bapska - NK Šarengrad 3:2 NK Lovas - HNK Vupik Vukovar 0:6  |
| NK Lovas - NK Borac Bobota 1:2 HNK Vupik Vukovar - HNK Radnički Vukovar 6:0 NK Sloga Borovo - NK Hajduk Bapska 3:1 NK Šarengrad - NK Bršadin 5:0 NK Sinđelić Trpinja - ŠNK Dunav Sotin 8:0 NK Sremac Ilača - NK Croatia Bogdanovci 1:0    | HNK Radnički Vukovar - NK Lovas 3:4 ↓10 NK Borac Bobota - NK Sremac Ilača 1:0 NK Croatia Bogdanovci - NK Sinđelić Trpinja 0:4 ŠNK Dunav Sotin - NK Šarengrad 0:2 NK Bršadin - NK Sloga Borovo 0:6 NK Hajduk Bapska - HNK Vupik Vukovar 0:4 | HNK Radnički Vukovar - NK Borac Bobota 4:3 NK Lovas - NK Hajduk Bapska 5:5 HNK Vupik Vukovar - NK Bršadin 7:0 NK Sloga Borovo - ŠNK Dunav Sotin 2:2 NK Šarengrad - NK Croatia Bogdanovci 2:1 ↓11 NK Sinđelić Trpinja - NK Sremac Ilača 4:2 |
| NK Borac Bobota - NK Sinđelić Trpinja 2:2 NK Sremac Ilača - NK Šarengrad 4:0 NK Croatia Bogdanovci - NK Sloga Borovo 1:5 ŠNK Dunav Sotin - HNK Vupik Vukovar 2:2 NK Bršadin - NK Lovas 2:5 NK Hajduk Bapska - HNK Radnički Vukovar 2:0    | | |